# Багатопілля
Багатопі́лля — застаріла назва сівозмін, в яких полів було більше, ніж у відсталій паровій трипільній сівозміні (пар, озиме жито, ярі культури), характерній для індивідуального селянського господарства дореволюційної Росії. З ліквідацією трипілля — першого ступеня сівозміни термін «багатопілля» втратив своє значення.